# Campionati mondiali di spinta di skeleton
I Campionati mondiali di spinta di skeleton  sono la speciale manifestazione continentale di skeleton organizzata dalla International Bobsleigh & Skeleton Federation.

## Edizioni
| Anno | Città       | Nazione     | Vincitore | Vincitrice  |
| ---- | ----------- | ----------- | --------- | ----------- |
| 2022 | Lake Placid | Stati Uniti | Yin Zheng | Mystique Ro |

## Medagliere
| Pos.   | Nazione     | Oro | Argento | Bronzo | Totale |
| ------ | ----------- | --- | ------- | ------ | ------ |
| 1      | Cina        | 1   | 0       | 0      | 1      |
| 1      | Stati Uniti | 1   | 0       | 0      | 1      |
| 3      | Canada      | 0   | 1       | 0      | 1      |
| 3      | Germania    | 0   | 1       | 0      | 1      |
| 5      | Regno Unito | 0   | 0       | 2      | 2      |
| Totale | Totale      | 2   | 2       | 2      | 6      |